# Studio Deva
Deva, glazbeni studio Damira Marušića u Splitu, Hrvatska. U studiju su uradke snimali glazbenici i glazbeni sastavi kao što su Dissector Vježbe je imao u "prostoru" u Lovretskoj., Osmi putnik, Hari Rončević, Meri Cetinić, Distorzija uma, Druga posada, Teo Brajčić, Nebojša Ursić - Kole, Medij, The Splitters, Jukebox Live Band, klapa More Papa band, klapa Žrnovnica, Nopling, Đubrivo, Emir Hot i Davor Erceg, Rokomolotiva In-The-Go i ini.

## Vanjske poveznice
- Facebook
- Damir Marušić na YouTubeu